# ニュースジャスト6
『ニュースジャスト6』は群馬テレビで2009年4月6日に放送を開始した夕方の群馬県ローカルニュース番組。2025年3月28日をもって放送終了。

## 概要
それまで放送されていた『ニュース・ジャストナウ』→『ニュースジャストN』をリニューアルしてスタートした続編。ストレイトニュース形式で進行。
2010年4月改編期にオープニングCGとBGMが変更され、同年10月1日より、ハイビジョン化された。
2012年3月5日、後座番組の『レースガイド』を内包し、放送時間を5分短縮させた。また、キャスターは1人制に移行し、テロップおよびスタジオセットのリニューアルが行われた。
2013年4月改編期より、『レースガイド』を独立させ、放送時間を15分短縮させた。
2019年4月1日にオープニングCGとBGMがリニューアルされた。

## 放送時間
すべて日本時間（JST）で記す。
| 期間     | 期間      | 放送時間              |
| -------- | --------- | --------------------- |
| 2009.4.6 | 2012.3.2  | 18:00 - 18:50（50分） |
| 2012.3.5 | 2013.3.29 | 18:00 - 18:45（45分） |
| 2013.4.1 | 2014.4.4  | 18:00 - 18:30（30分） |
| 2014.4.7 | 現在      | 18:00 - 18:35（35分） |

## メインキャスター

### 現在
- 群馬テレビアナウンサー シフト制

### 過去の出演者
| 期間     | 期間       | 男性                            | 男性                            | 女性                            | 女性                            |
| 期間     | 期間       | 月 - 木                         | 金                              | 月 - 木                         | 金                              |
| -------- | ---------- | ------------------------------- | ------------------------------- | ------------------------------- | ------------------------------- |
| 2009.4.6 | 2010.12.24 | 吉田学                          | 吉田学                          | 福田友理子                      | 福田友理子                      |
| 2011.1.4 | 2012.3.2   | 吉田学                          | 山田浩史 梨子田友和             | 福田友理子                      | 斉藤尚子 三隅有里子             |
| 2012.3.5 | 現在       | 群馬テレビアナウンサー シフト制 | 群馬テレビアナウンサー シフト制 | 群馬テレビアナウンサー シフト制 | 群馬テレビアナウンサー シフト制 |

## 放送内容・タイムテーブル
| 時刻       | コーナータイトル・内容 | 詳細・備考                         |
| ---------- | ---------------------- | ---------------------------------- |
| 18:00.00   | オープニング           |                                    |
| 18:00.30頃 | 県内のニュース         |                                    |
| 18:20頃    | お天気情報             |                                    |
| 18:24頃    | 県政インフォメーション | - 県内でのイベントなどを知らせる。 |
| 18:27頃    | きょうの主なニュース   |                                    |
| 18:30頃    | 農産物市況             |                                    |
| 18:33頃    | エンディング           |                                    |

50分→45分放送時代はOP直後にヘッドラインを放送。ニュース項目を3つほど読み上げた。ヘッドライン放送後、キャスターの挨拶とゲストの紹介が行われた。
2012年改編期以前は、全国のニュースも行っていた。

### 過去のコーナー

#### その他のニュース（18:13頃）
フラッシュニュース形式で読み上げる。

#### NJ Watch（18:15頃）
ゲストによる特集コーナー。さまざまな企画が行われる。
主なコーナー（2011年度）
- 月曜 - マンデースポーツ
- 火曜・水曜 - ニュース特集
- 木曜 - わが街のケーブルテレビから
- 金曜 - 市町村トピックス

上記のコーナーは現在、ニュースeye8で引き続き放送されている。

#### レースガイド（18:29頃）
前橋競輪、伊勢崎オート、桐生競艇のレース結果、開催情報を伝える。
2013年4月改編期より独立し、18:30 - 18:40、2014年4月より18:50 - 19:00に放送している。

## 群馬テレビ 報道番組ブランドの中心核として誕生
2009年4月期改編（4月6日実施）に各時間帯の『GTVニュース』から『ニュースジャスト』に変更し、テロップも統一させた。
2012年4月期改編（3月5日実施）に同局の報道番組中心核を『ニュースeye8』に移行させた。そのため、テロップは-eye8に準じたものに統一され、報道統一ブランドとしての『ニュースジャスト』は事実上廃止された。

## スタジオセット
- 初代（放送開始～2012年3月2日）
白と銀を基調としたセット。キャスター後方には「ニュースジャスト6」のロゴマーク。
- 2代目（第2スタジオ、2012年3月5日～）
初代のセットを模したもの。セットはいくつか変更され、規模は小さくなった（報道ブース程度の大きさ）。また、正面奥には『ひるポチッ!』のセット、向かって右側に『ニュースジャスト815』『サタデー・サンデーニュースジャスト』用のクロマキーがある[5]。

## 備考
- 年末年始は休止して、『GTVニュース』を放送。

- 選挙特番などが編成される場合、当番組のセットを使用する。（2012年4月改編期以前）キャスター後方のロゴマークの上に『選挙特番』といったようなボードが貼られている。